# Sebastian Zietz
Sebastian Zietz (Fort Pierce, 6 de fevereiro de 1988)  é um surfista profissional havaiano que está na ASP World Tour. Desde cedo se mudou para Kilauea, por isto concorrendo sob a bandeira do Havaí.

## Carreira
Sebastian Zietz disputa o ASP World Tour desde 2013, mas o seu maior título foi ter ganho a consagrada Tríplice Coroa Havaiana.